# Алексін Анатолій Георгійович
Анатолій Георгійович Алексін (справжнє прізвище: Гоберман; нар. 3 серпня 1924, Москва — пом. 1 травня 2017, Люксембург) — російський радянський та ізраїльський письменник, сценарист і драматург, автор книг для дітей та юнацтва.

## Життєпис
З 1993 року жив у Ізраїлі, останні роки життя в Люксембурзі. Лауреат Державної премії РРФСР імені Н. К. Крупської (1974), Державної премії СРСР (1978), член-кореспондент Академії педагогічних наук СРСР (1982).